# Romiley
Romiley är en ort i distriktet Stockport, i grevskapet Greater Manchester, i England. Orten hade 10 905 invånare år 2021. Romiley var en civil parish från 1866 till 1936 då den blev en del av Bredbury and Romiley och Marple. Denna civil parish hade 3 722 invånare år 1931. Byn nämndes i Domedagsboken (Domesday Book) år 1086, och kallades då Rumelie.